# Cazarma grănicerilor din Caransebeș
Cazarma grănicerilor din Caransebeș este un monument istoric aflat pe teritoriul municipiului Caransebeș. În Repertoriul Arheologic Național, monumentul apare cu codul 51029.27.
Clădirea este monument istoric și de arhitectură baroc provincial austriac, a fost construit în 1753, în timpul Mariei Tereza, cu destinația de cazarmă pentru grăniceri.